# Accidente ferroviario de Grisén

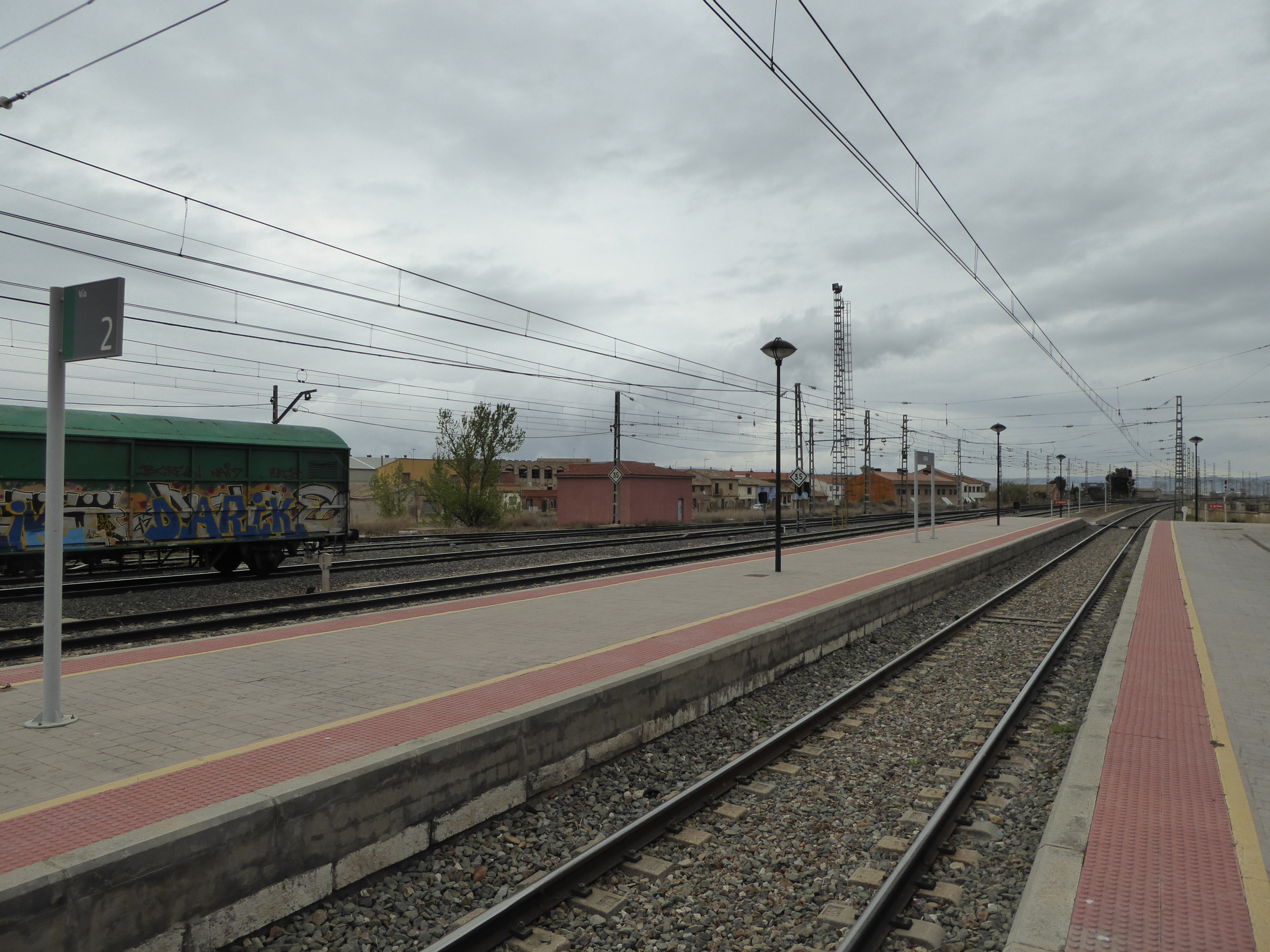
Línea de ferrocarril a su paso por la estación de Grisén

La madrugada del 10 de febrero de 1965, el tren correo Madrid-Barcelona, de RENFE, sufrió un incendio en la localidad zaragozana de Grisén, cuyas causas siguen siendo desconocidas. El número oficial de muertos ronda la treintena de fallecidos, aunque investigaciones más detalladas indicaban que pudo haber alrededor de sesenta, además de los cuerpos sin identificar. Buena parte de los viajeros eran andaluces que emigraban al norte de Europa.

## Como ocurrió el accidente
Sobre las 6:20 de la mañana, el tren correo procedente de Madrid con destino a Barcelona atraviesa el término de la localidad de Grisén cuando el tren comenzó a arder. Al pasar por la estación de Grisén, los operarios se percataron de que habían visto una llama y con el faro el factor de la estación intentó avisar al maquinista para que detuviese el tren pero este no vio la señal. Fue a los 1.900 metros de haber pasado la estación cuando el tren se detuvo.
El origen del fuego fue desconcertante. Existen varias versiones pero una que más fuerza tiene se refiere a una colilla mal apagada entre la ventanilla y un asiento. Un mozo del tren que recogía unas toallas al pasar a otro vagón oyó que había fuego y vio que había un foco entre la ventanilla y el asiento. Aunque en el extenso comunicado de prensa que RENFE emitió en febrero descartaba varias de las supuestas causas del origen del fuego, algunos testigos dijeron que fue una chispa originada en el fuelle que unía los vagones, y aunque en esa época se estaban cambiado los vagones de madera a metálicos, muchas veces antes de partir miraban que los vagones de madera estuvieran en condiciones de partir y en los atestados de la investigación vieron que estaban las uniones de los vagones bien. No obstante, también hay versiones que dicen que pudo ser provocado, ya que algunos testigos decían que el fuego se originó de atrás hacia delante o bien que pudo haberse producido algún fallo eléctrico en los vagones

## Auxilio del accidente y funeral
Desde los momentos posteriores al accidente, las autoridades y vecinos de los pueblos colindantes fueron a ayudar en las labores de rescate. Poco después llegaron las ambulancias que trasladaron a los heridos al Hospital Provincial y al Hospital Militar de Zaragoza, también tuvieron que acudir al lugar del siniestro unidades de los bomberos de Zaragoza a sofocar el incendio.
Con gran rapidez, al día siguiente de la tragedia se celebró el funeral y entierro de las 30 víctimas en el cementerio local, todas ellas sin identificar. Cuatro lo habían sido mediante objetos personales y fueron trasladados a sus localidades de origen. El funeral presidido por el ministro de Obras Públicas Jorge Vigón Suero-Díaz. Cabe destacar que el gobierno no mando ningún pésame oficial a los familiares de las víctimas.

### Pagos de indemnizaciones
Tras el accidente la comisión del seguro del tren estableció tres tipos de indemnizaciones. A los mayores de 14 años les correspondieron 250.000 (1.500 €) pesetas; los niños de 3 a 14 años recibieron 100.000 ptas (600 €), y los menores de 3 años. 50.000 pesetas (300 €), aunque muchos de los familiares tuvieron dificultades para cobrar la indemnización.

## Homenaje a las víctimas en el 50 aniversario
El 10 de febrero de 2015 se celebró una misa en recuerdo a las víctimas del tren, colocándose a continuación una placa conmemorativa y realizando una visita a las tumbas de las víctimas.
Algunos datos del accidente
- Hay una versión del accidente que indica que Francisco Gazo pudo haber hecho un ajuste de cuentas para matar a su familia, ya que tenía denuncias de violación.[3]
- También apareció próximo al accidente un guardia civil que se había arrojado desde el tren esposado con un maletín.[9]